# Lab'O
Lab'O est une pépinière d'entreprises hébergée dans une ancienne usine pharmaceutique situé à Orléans dans le département du Loiret en région Centre-Val de Loire.
Le bâtiment a successivement hébergé les laboratoires du groupe pharmaceutique suisse Sandoz entre 1952 et 1996, ceux de Novartis entre 1997 et 2001 puis ceux de Famar France, filiale du groupe grec Marinopoulos. Il est racheté vers 2013 par la ville d'Orléans puis vers 2015 par la communauté urbaine Orléans Métropole.

## Géographie
L'ancienne usine est située sur la rive gauche de la Loire, sur le territoire de la commune d'Orléans, entre le jardin des plantes d'Orléans et l'hippodrome de l'Île Arrault, à l'angle des avenues du Champ-de-Mars et Roger Secrétain (route départementale 2020), dans le quartier de Saint-Marceau.
Lab'O est accessible via les lignes d'autobus 1 et 7 du réseau TAO.

## Histoire

### Industrie pharmaceutique
Entre le début des années 1950 et le début des années 2010, le bâtiment héberge des entreprises de l'industrie pharmaceutique.
Jean Tschumi est l'architecte choisi par le groupe pharmaceutique suisse Sandoz pour diriger les travaux des usines de l'entreprise en France. Orléans héberge alors déjà une usine Sandoz en France. Jean Tschumi se rend dans le Loiret une première fois au début de la Seconde Guerre mondiale en septembre 1939 pour rencontrer l'architecte André Masson qui supervise les travaux d'agrandissement du premier site du groupe à Orléans.
En 1947, Jean Tschumi est mandaté par Sandoz pour la construction d'une nouvelle usine à Orléans, en bord de Loire, à proximité du futur pont Maréchal-Joffre.
Le permis de construire est délivré en 1949.
Le premier devis estimant le coût de la construction du bâtiment à 570 millions de francs français est réévalué à 644 millions de francs français en 1951.
La fabrique de produits chimiques est construite au cours des années 1951, 1952 et 1953. La fin des travaux est célébrée le 2 juin 1953.
À la fin de l'année 2000, Sandoz, devenu Novartis, vend l'usine au groupe pharmaceutique grec Marinopoulos qui y installe sa filiale Famar France.

### Domaine public

Logotype de la pépinière d'entreprises orléanaise installée dans le bâtiment de Jean Tschumi depuis 2016

À partir du début des années 2010, le bâtiment intègre le domaine public.
Le site est acheté 8,5 millions d'euros par la ville d'Orléans car le bâtiment fait l'objet en 2011 d'un projet de destruction pour faire place à une grande salle multifonctionnelle baptisée « Arena » – projet finalement abandonné.
L'association « Présence de Jean Tschumi » diffuse un manifeste pour demander le classement du bâtiment.
La communauté d'agglomération Orléans Val de Loire rachète le bâtiment à la ville d'Orléans et le reconvertit en une pépinière d'entreprises baptisée Lab'O. Elle y fait aménager 4 000 m2 sur les 9 000 m2 que compte le bâtiment, sur la partie nord des cinq étages. La structure ouvre en mai 2016 et est inaugurée le 10 juin 2016.

## Architecture
Jean Tschumi choisit l’architecture domestique plutôt que l’industrielle et opte pour un bâtiment sur sept niveaux,. Le gros œuvre est constitué de béton armé. Le bâtiment comporte une pergola voûtée, un socle en portique ajouré, des murs robustes et ajourés en lits de claustra. Les claustras se superposent avec des hauteurs entre dalles de 3,85 m.
L'usine possède une forme parallélépipédique, thème phare au moment de la reconstruction de la France. Le béton armé a subi un traitement expressif sans vouloir imiter la pierre. Les effets sculpturaux proviennent de l’empreinte des coffrages. La granulométrie n'est pas uniforme et des effets chromatiques sont inspirés des techniques de Le Corbusier ainsi qu'un profil fuselé d'Auguste Perret.

Un toit en terrasse est une autre démonstration des performances du béton armé. Les voûtes circulaires en voiles minces se réfèrent à Auguste Perret. Elles ont la particularité d’être percées de cercles. Un grand auvent, dont les vagues dirigent la vision vers un panorama de la ville d’Orléans. Dans l’entrée principale est disposée une longue marquise métallique aérodynamique.
Le bâtiment est personnalisé jusque dans son mobilier.
Le jardin bordant la façade ouest accueille trois sculptures en bronze de l'artiste suisse Édouard-Marcel Sandoz représentant des ânes.